# 난사오역
난사오역(중국어: 南邵站)은 중화인민공화국 베이징시 창핑구 난사오진 내환 동로·난사오 남로 교차로에 위치한 창핑선의 지하철역이다. 본 역은 2010년 12월 30일에 개통되었다.

## 개요
이 역은 베이징시 창핑구 난사오진, 창진로와 내환 동로의 사거리 아래에 위치한다. 역은 남북 방향으로 배열되어 있다.
역의 주요 구조는 2009년 12월 24일에 폐쇄되었고, 2010년 12월 30일 베이징 지하철 창핑선 1단계 개통과 함께 운행을 개시하였다.

## 역 구조
본 역사는 2층 규모의 지하 역사로, 주요 구조는 2층 3경간 박스 프레임 구조이다. 지하 1층은 상호 연결된 전체 대합실이고, 지하 2층은 섬식 승강장 구조를 채택하였다. 오픈 컷 공법으로 건설되었고, 승강장 중앙에 대합실로 이어지는 에스컬레이터가 2세트 있다. 이 역은 창핑선 1단계의 종착역으로 2015년 11월 이전에 단일 건넘선을 이용하여 역 앞에서 회차되는 구조였다.
역사의 주요 장식 색상은 회색이며, 대합실 상단은 육각형 패턴으로 장식되어 있다.

### 층별 구조
| 지면     |                                 | 출입구                                    |
| 지하 1층 | ■ 창핑선 대합실                 | 고객센터, 자동 발매기, 출입 게이트        |
| 지하 2층 | ←                               | ■ 창핑선 창핑시산커우 방면 (베이사오와)   |
| 지하 2층 | 섬식 승강장, 왼쪽 출입문이 열림 |                                           |
| 지하 2층 | →                               | ■ 창핑선 지먼차오 방면 (사허가오자오위안) |

## 출입구
역에는 3개의 출입구가 있다. A출입구는 북서쪽 출구, B출입구는 북동쪽 출구, C출입구는 남동쪽 출구이다. C출입구 근처에 버스 정류장과 환승 주차장이 있다.
|                         |                          |                                                                                          |      |             |
| 출구                    | 지시                     | 출구 인근                                                                                | 사진 | 무장애 시설 |
| 出口 · A                | 남환 남로(南环南路) 북측 | 난사오 파출소(南邵派出所), 난사오진 정부(南邵镇政府), 난사오 중심 초등학교(南邵中心小学) |      |             |
| 出口 · B · 1            | 내환 동로(内环东路) 동측 | 난사오 중학교(南邵中学)                                                                  |      | 빈칸        |
| 出口 · B · 2            | 징룽가(景荣街) 남측      |                                                                                          |      | 빈칸        |
| 出口 · C · 1            | 내환 동로(内环东路) 서측 |                                                                                          |      | 빈칸        |
| 出口 · C · 2            | 내환 동로(内环东路) 동측 |                                                                                          |      |             |
| 아이콘 설명: 엘리베이터 |                          |                                                                                          |      |             |

## 운영
난사오역 개통 후 창핑시를 통과하는 창핑선 2단계가 개통되기 전까지 창핑중심도시에서 승하차량을 담당하는 유일한 지하철역은 승하차량이 집중되는 오전 시간대에 교통 제한이 이루어졌다.
개통 초기에는 외진 곳에 위치한 난사오역은 버스 노선이 거의 없었으며, 지하철역 근처에는 많은 무면허 버스가 승객을 태우고 더 높은 요금을 부과하고 심지어 일반 운행 차량의 공간을 점유하기도 하였다. 2013년 창핑구 정부는 불법 택시가 고가로 고객을 유치하는 것을 막기 위해 전기 택시 투자, 버스 노선의 점진적인 개설 등의 조치를 취했다.

## 역 주변
- 베이징시 창핑구 난사오진 정부(北京市昌平区南邵镇政府)
- 베이징시 난사오 중학교(北京市南邵中学)

## 주해
1. ↑  기획 단계에서는 청난역(城南站)으로 불리었다.